# Museu d'Art Contemporani de Bogotà
El Museu d'Art Contemporani de Bogotà (MAC) és un museu situat al barri Minuto de Dios del districte d'Engativá, al nord-oest de Bogotà, contigu a la Corporación Universitaria Minuto de Dios.
Fundat el 1966, el Museu d'Art Contemporani de Bogotà disposa d'una col·lecció d'art contemporani conformada per més de mil sis-centes obres d'artistes colombians i internacionals. És considerat el punt de trobada de diverses manifestacions contemporànies des de les arts visuals fins a obres sonores, escèniques, electròniques o literàries.

## Arquitectura
El disseny de l'edifici actual va estar a càrrec dels arquitectes Eduardo del Valle i Jairo López. Va ser el primer edifici a Colòmbia concebut exclusivament per a un museu i va rebre el Premi nacional d'arquitectura. Va ser inaugurat pel president Misael Pastrana el 20 de novembre de a 1970.
El concepte espacial del museu correspon a una espiral que es desenvolupa sobre un gran buit central, amb murs circulars que s'interrompen per donar accés a les diferents sales, i una escala que permet la circulació helicoïdal per les tres plantes. L'edifici culmina en una cúpula per on entra la llum natural que il·lumina l'espai interior. Situat a la plaça de Banderas del barri Minuto de Dios, forma un sol volum amb el teatre. Els seus espais tant interiors com exteriors són escenari freqüent d'activitats acadèmiques, socials, culturals, comunitàries i religioses.